# Matteo Sioli
Matteo Sioli (* 1. Oktober 2005 in Mailand) ist ein italienischer Leichtathlet, der sich auf den Hochsprung spezialisiert hat.

## Sportliche Laufbahn
Erste internationale Erfahrungen sammelte Matteo Sioli im Jahr 2023, als er bei den U20-Europameisterschaften in Jerusalem mit übersprungenen 2,15 m den sechsten Platz belegte. Im Jahr darauf gewann er bei den U20-Weltmeisterschaften in Lima mit 2,23 m die Silbermedaille und 2025 gewann er bei den Halleneuropameisterschaften in Apeldoorn mit 2,29 m die Bronzemedaille hinter dem Ukrainer Oleh Doroschtschuk und Jan Štefela aus Tschechien. Ende Juni wurde er bei der 2. Liga der Team-Europameisterschaft in Madrid mit 2,27 m Zweiter hinter dem Tschechen Štefela, ehe er bei den U23-Europameisterschaften in Bergen mit 2,30 m die Goldmedaille gewann. 
2025 wurde Sioli italienischer Hallenmeister im Hochsprung.